# Santiria impressinervis
Santiria impressinervis är en tvåhjärtbladig växtart som beskrevs av K.M. Kochummen. Santiria impressinervis ingår i släktet Santiria och familjen Burseraceae. Inga underarter finns listade i Catalogue of Life.